# Asienspiele 2006/7er-Rugby
Das 7er-Rugby-Turnier der Asienspiele 2006 fand am 10. und 11. Dezember im Grand Hamad Stadium statt. Es nahmen 9 Nationen daran teil.

## Qualifikation
Ursprünglich hatte die ARFU geplant, dass 8 Mannschaften an dem Turnier teilnehmen sollten und die Singer Rugby 7's
2005 als Qualifikationsturnier dienen würden
. Diesen Plan ließ man später fallen. Von Anfang qualifiziert waren Gastgeber Katar und die 6 bestplatzierten Mannschaften aus dem Turnier von den Asienspielen 2002 (Südkorea, Taiwan, Thailand, Japan, China und Sri Lanka). Bei einem Qualifikationsturnier am 4. Februar 2006 qualifizierte sich Hongkong als achte Mannschaft
. Später wurde noch Indien hinzugefügt, damit 9 Nationen an dem Turnier teilnehmen.

## Vorrunde

### Gruppe A
| Platz | Team     | Siege | Unent. | Ndlg. | Ergeb. | Diff. | Punkte |
| ----- | -------- | ----- | ------ | ----- | ------ | ----- | ------ |
| 1.    | Südkorea | 2     | 0      | 0     | 63:7   | +56   | 6      |
| 2.    | Hongkong | 1     | 0      | 1     | 33:42  | −9    | 4      |
| 3.    | Thailand | 0     | 0      | 2     | 21:68  | −47   | 2      |

| 10. Dezember 17:00 | Südkorea | 21 : 7 | Hongkong |  |
| 10. Dezember 17:00 |          |        |          |  |

| 10. Dezember 18:45 | Hongkong | 26 : 21 | Thailand |  |
| 10. Dezember 18:45 |          |         |          |  |

| 10. Dezember 20:30 | Südkorea | 42 : 0 | Thailand |  |
| 10. Dezember 20:30 |          |        |          |  |

### Gruppe B
| Platz | Team                | Siege | Unent. | Ndlg. | Ergeb. | Diff. | Punkte |
| ----- | ------------------- | ----- | ------ | ----- | ------ | ----- | ------ |
| 1.    | Volksrepublik China | 2     | 0      | 0     | 72:5   | +67   | 6      |
| 2.    | Sri Lanka           | 1     | 0      | 1     | 53:31  | +22   | 4      |
| 3.    | Indien              | 0     | 0      | 2     | 0:89   | −89   | 2      |

| 10. Dezember 17:30 | Volksrepublik China | 41 : 0 | Indien |  |
| 10. Dezember 17:30 |                     |        |        |  |

| 10. Dezember 19:15 | Sri Lanka | 48 : 0 | Indien |  |
| 10. Dezember 19:15 |           |        |        |  |

| 10. Dezember 21:00 | Volksrepublik China | 31 : 5 | Sri Lanka |  |
| 10. Dezember 21:00 |                     |        |           |  |

### Gruppe C
| Platz | Team   | Siege | Unent. | Ndlg. | Ergeb. | Diff. | Punkte |
| ----- | ------ | ----- | ------ | ----- | ------ | ----- | ------ |
| 1.    | Japan  | 2     | 0      | 0     | 82:7   | +75   | 6      |
| 2.    | Taiwan | 1     | 0      | 1     | 89:24  | +65   | 4      |
| 3.    | Katar  | 0     | 0      | 2     | 0:140  | −140  | 2      |

| 10. Dezember 18:00 | Taiwan | 82 : 0 | Katar |  |
| 10. Dezember 18:00 |        |        |       |  |

| 10. Dezember 19:45 | Japan | 58 : 0 | Katar |  |
| 10. Dezember 19:45 |       |        |       |  |

| 10. Dezember 21:30 | Japan | 24 : 7 | Taiwan |  |
| 10. Dezember 21:30 |       |        |        |  |

## Finalrunde

### Halbfinale
| 11. Dezember 17:30 | Japan | 22 : 7 | Taiwan |  |
| 11. Dezember 17:30 |       |        |        |  |

| 11. Dezember 18:00 | Südkorea | 19 : 5 | Volksrepublik China |  |
| 11. Dezember 18:00 |          |        |                     |  |

### Spiel um Platz 3
| 11. Dezember 20:00 | Volksrepublik China | 19 : 12 | Taiwan |  |
| 11. Dezember 20:00 |                     |         |        |  |

### Finale
| 11. Dezember 20:30 | Japan | 27 : 26 | Südkorea |  |
| 11. Dezember 20:30 |       |         |          |  |

## Spiele um die Plätze 5–8

### Halbfinale
| 11. Dezember 17:00 | Indien | 17 : 5 | Katar |  |
| 11. Dezember 17:00 |        |        |       |  |

### Spiel um Platz 7
| 11. Dezember 19:00 | Thailand | 29 : 0 | Indien |  |
| 11. Dezember 19:00 |          |        |        |  |

### Spiel um Platz 5
| 11. Dezember 19:30 | Hongkong | 35 : 5 | Sri Lanka |  |
| 11. Dezember 19:30 |          |        |           |  |

## Medaillengewinner
| Platz | Land                | Spieler |
| ----- | ------------------- | --- |
| 1     | Japan               | Takeshi Fujiwara, Eiji Yamamoto, Yuki Okuzono, Yusaku Kuwazuru, Hiroki Yoshida, Takashi Sato, Takashi Suzuki, Yusuke Kobuki, Masahiro Tsuiki, Akihito Yamada, Hiroki Yamazaki, Yohei Shinomiya |
| 2     | Südkorea            | Lee Kwang-moon, Yoo Min-hyung, Youn Kwon-woo, Yang Young-hun, Yun Hi-su, Kim Hyung-ki, Chae Jae-young, Kim Jong-su, Kwak Chul-woong, Chun Jong-man, You Young-nam, Lee Myung-geun              |
| 3     | Volksrepublik China | He Zhongliang, Wang Jiacheng, Sun Tao, Xu Hui, Zhang Zhiqiang, Yuan Feng, Li Yang, Wang Chongyi, Lu Zhuan, Jiang Xuming, Zhang Heng, Liu Kai                                                   |